# Noyal-Muzillac
Noyal-Muzillac település Franciaországban, Morbihan megyében. Lakosainak száma 2548 fő (2022. január 1.). Noyal-Muzillac Questembert, Limerzel, Le Guerno, Marzan, Muzillac, Ambon, Lauzach és Berric községekkel határos.

## Népesség
A település népességének változása:
| Lakosok száma | 1682 | 1772 | 1864 | 2225 | 2530 | 2531 | 2520 | 2520 | 2520 | 2548 |
|               | 1968 | 1982 | 1990 | 2006 | 2013 | 2015 | 2017 | 2019 | 2020 | 2022 |